# Ust´-Szonosza (osiedle)
Ust´-Szonosza (ros. Усть-Шоноша) – osiedle w Rosji, w obwodzie archangielskim, w rejonie wielskim. W 2010 liczyło 1309 mieszkańców.